# Mark Snow
Mark Snow (Nueva York, 26 de agosto de 1946 - Connecticut, 4 de julio de 2025) fue un compositor musical estadounidense de cine y televisión.

## Biografía
Se graduó en el Juilliard School de Nueva York. Fue cofundador del New York Rock & Roll Ensemble.
Una de sus composiciones más conocidas es el tema principal de la serie televisiva de ciencia ficción The X-Files, que alcanzó el segundo puesto en el UK Singles Chart, pero también compuso el tema de otra serie de Chris Carter: Millennium. También se encargó de la banda sonora de ambos programas, un total de 12 temporadas de trabajo. The X-Files normalmente utiliza más música instrumental en su banda sonora que la mayoría de series con sus características.
También compuso la banda sonora de Smallville y música para diversos videojuegos como Syphon Filter: Dark Mirror y Giants: Citizen Kabuto. Ha sido nominado para 12 Premios Emmy y ha ganado 18 premios ASCAP. También compuso música para la serie La Dimensión Desconocida.

## Filmografía

### Cine
- Asuntos privados en lugares públicos (2006)
- Por el amor de Olivia (2001)
- Locos en Alabama (1999)
- Palabra sagrada (1997)
- Disturbing Behavior (1998)
- Dead Badge (1995)
- Asesinato entre amigos (1994)
- El creador del juego (1994)
- El precio de la venganza (1994)
- La última superviviente (1994)
- Contrato para matar (1993)
- Víctima indefensa (1993)
- Guerra en las calles (1992)
- Pánico en el hospital (1992)
- Al límite del deber (1990)
- El otro Capone (1990)
- Desastre nuclear en Silo 7 (1988)
- Beverly connection (1985)
- El dilema (1985)
- Packin' It In (1983)
- Cosa de dos (1979)

### Televisión
- The X-Files (1993-2002)
- Memorias del corazón (1999)
- Entre Fantasmas (2005-2009)
- Millennium (1996-1999)
- Smallville (2001-2011)
- The Lone Gunmen (2001-2001)
- La Femme Nikita (1997-2001)
- The Twilight Zone (2002-2003)
- One Tree Hill (2004-2006)
- Blue Bloods (2011)

## Otros datos
- De acuerdo con Behind the Truth de los extras del DVD de la primera temporada de The X-Files, Mark Snow creó el efecto de eco del tema principal por accidente. Snow dice que hizo diversas revisiones, pero Chris Carter sentía que algo no funcionaba bien. Carter se marchó de la sala y Snow puso su mano y antebrazo en su teclado frustrado. A Snow le gustó el sonido obtenido y decidió utilizarlo.
- Las bandas sonoras de Mark Snow cuentan algunas veces con fragmentos de Witold Lutoslawski, compositor polaco del siglo XX. Por ejemplo, el tercer episodio de la serie Nowhere Man contiene un pasaje de piano y flauta de Lutoslawski (Les espaces du sommeil) como barítono y orquesta, y un episodio de The X-Files contiene un fragmento de su Sinfonía N.º 3.